# Giuseppe Guerreschi
Giuseppe Guerreschi (Milano, 15 luglio 1929 – Saint-Laurent-du-Var, 14 maggio 1985) è stato un pittore italiano.

## Biografia
Impiegato in una banca milanese fino ai vent'anni, frequenta dal 1947 le scuole serali dell'Accademia di Belle Arti di Brera, iscrivendosi tre anni dopo ai corsi regolari. Studia pittura con Aldo Carpi e incisione con Benvenuto Disertori, diplomandosi nel 1954. 
Nella seconda metà del decennio partecipa alle collettive degli artisti appartenenti al movimento del Realismo Esistenziale di cui diviene interprete indiscusso. Attraverso il gallerista americano Charles Feingarten, organizza mostre personali a Chicago (1955, 1956, 1958 e 1959), San Francisco (1959) e New York (1960); partecipa inoltre alle Biennali di Venezia del 1960, 1964 e 1972.
Nel 1963 una sua opera viene esposta alla mostra Contemporary Italian Paintings, allestita in alcune città australiane. Nel 1963-64 espone alla mostra Peintures italiennes d'aujourd'hui, organizzata in medio oriente e in nordafrica.
Ispirato dalla "Neue Sachlichkeit" e dal cinema espressionista tedesco, realizzò opere pittoriche e grafiche di ascendenza storica e di denuncia sociale, sempre però conservando una matrice esistenziale, in cui al centro di tutto c'è anzitutto l'uomo in rapporto alla civiltà umana (la società dei consumi, la civiltà ebraica, la meditazione sulla guerra, la morte e l'eros). 
Poco dopo la sua morte, Renato Barilli gli dedica una mostra antologica, apertasi nel dicembre 1986 alla Rotonda di via Besana, a Milano.

## Giuseppe Guerreschi nei musei
- MAGI '900 di Pieve di Cento (BO)